# ENEOS大分製油所
ENEOS大分製油所（エネオスおおいたせいゆしょ）は、大分県大分市にあるENEOSの製油所である。2008年10月に新日本石油精製に統合されるまでは、九州石油唯一の製油所であった。

## 概要
1964年4月に大分臨海工業地帯への初の進出企業として操業を開始。九州で唯一の製油所であるとともに、九州石油唯一の製油所であった。操業開始と同時に、国鉄日豊本線鶴崎駅と製油所間の専用線も開業したが、1997年2月28日に廃止されている。
1990年には、隣接する昭和電工大分コンビナートと連携して、石油化学事業を開始。また、1999年には日本で初めて電力会社への卸供給電力事業を開始している。
2008年10月には、九州石油の新日本石油への統合にともない、九州石油から分割された上、新日本石油精製に統合された。これにより、新日本石油は北海道から九州に及ぶ製油所のネットワークを完成することになった。2010年7月1日には、JXホールディングス傘下の事業会社の再編により、JX日鉱日石エネルギーの事業所となった。

### データ
- 所在地 - 大分市大字一の洲1-1
- 原油処理能力 - 136,000バレル/日

### 主な生産品
- ガソリン
- ナフサ
- ジェット燃料
- ソルベント
- 灯油
- 軽油
- 重油（A重油・C重油）

- アスファルト
- LPガス
- 硫黄
- 液化炭酸ガス
- 石油化学製品（パラキシレン・ベンゼン・キシレン）
- 電力

### 主要設備
- 常圧蒸留装置（136,000バレル/日）
- 減圧蒸留装置（66,000バレル/日）
- 溶剤抽出装置（6,000バレル/日）
- 連続触媒再生式接触改質装置（30,000バレル/日）
- ガソリン脱硫装置（11,000バレル/日）
- 灯軽油脱硫装置（43,000バレル/日）
- 軽油深度脱硫装置（30,000バレル/日）
- 重質軽油脱硫装置（40,000バレル/日）
- 残油流動接触分解装置（26,000バレル/日）
- 水素化分解装置（11,000バレル/日）
- 揮発油洗浄装置（4,500バレル/日）
- LPG回収装置（500トン/日）
- ガス・LPG洗浄装置（ガス 270,000Nm3/日、LPG 450トン/日）
- イオウ回収装置（190トン/日）
- 水素製造装置（400,000Nm3/日）
- 液化炭酸ガス製造装置（100トン/日）
- 改質ガソリン精留装置（180,000トン/年（キシレン））
- 芳香族製造装置（120,000トン/年（ベンゼン））
- パラキシレン製造装置（420,000トン/年）
- 発電設備（発電能力149,400kW）

## 沿革
- 1962年（昭和37年）11月 - 大分製油所建設工事起工。
- 1964年（昭和39年）4月 - 操業開始。原油処理能力は40,000バレル/日。
- 1969年（昭和44年）4月 - 原油処理能力を100,000バレル/日に増強。
- 1972年（昭和47年）10月 - 原油処理能力を170,000バレル/日に増強。
- 1983年（昭和58年）10月 - 装置の一部休止により原油処理能力を130,000バレル/日に削減。
- 1990年（平成2年）10月 - キシレン製造設備（90,000トン/年）完成
- 1994年（平成6年）9月 - 芳香族製造設備（50,000トン/年）完成
- 1995年（平成7年）8月 - 原油処理能力を136,000バレル/日に増強。
- 1997年（平成9年）2月28日 - 日豊本線鶴崎駅 - 大分製油所間の専用線廃止。
- 1997年（平成9年）3月 - パラキシレン製造設備（300,000トン/年）完成
- 1997年（平成9年）4月 - 原油処理能力を142,000バレル/日に増強。
- 1998年（平成10年）4月 - 原油処理能力を155,000バレル/日に増強。
- 1999年（平成11年）4月 -  IPP事業開始（発電能力137,000KWH）。
- 2007年（平成19年）6月 - 原油処理能力を160,000バレル/日に増強。
- 2008年（平成20年）10月 - 新日本石油精製株式会社に統合。
- 2010年（平成22年）5月 - 原油処理能力を136,000バレル/日に削減。
- 2010年（平成22年）7月1日 - JX日鉱日石エネルギー発足により、同社の大分製油所となる。
- 2016年（平成28年）1月1日 - JX日鉱日石エネルギーがJXエネルギーに商号変更。
- 2017年（平成29年）4月1日 - JXエネルギーがJXTGエネルギーに商号変更。
- 2020年（令和2年）6月25日 - JXTGエネルギーがENEOSに商号変更。